# Bryn Mawr
Pour la ville du pays de Galles, voir Brynmawr.
Bryn Mawr est une ville résidentielle et universitaire américaine, située dans le comté de Montgomery, en Pennsylvanie.

## Historique
Bryn Mawr occupe le centre de la banlieue aisée de Philadelphie appelée localement « Main Line », et qui s'étend jusqu'à Malvern. Ce bourg, qui a bénéficié de l'engouement des riches familles américaines pour les villas à l'Âge d'or du machinisme, est devenu au fil des décennies un bastion des grands héritiers de l'industrie et de la banque américaine. Au recensement de 2020, sa population s'élevait à 5 879 habitants. Il possède une école préparatoire, le College Bryn Mawr, ce qui attire beaucoup d'étudiants de premier cycle, qui forment plus de la moitié de la population.
Bryn Mawr doit son nom au domaine d'un quaker gallois, Rowland Ellis, qui s'installa en Pennsylvanie en 1686 pour échapper aux  persecutions religieuses,.
Jusqu'à sa jonction à la Pennsylvania Railroad (1869), le bourg, inclus dans la concession galloise de Nouvelle Angleterre, s’appelait Humphreysville, du nom des premiers colons. Il fut rebaptisé par un cheminot, William H. Wilson, qui avait racheté pour la compagnie de chemin de fer les quelques 115 ha qu'occupe aujourd'hui Bryn Mawr.
Pour accueillir les citadins, la compagnie de chemin de fer aménagea l'Hôtel Bryn Mawr à côté de la gare (1872). Disparu dans un incendie, il fut reconstruit dans le style moderne par l'architecte Frank Furness (1889). Il abrite aujourd'hui la Baldwin School et est classé au titre du Registre national des lieux historiques depuis 1979.
Le Collège Bryn Mawr est une institution fondée en 1885 par les quakers qui, dès 1893, adopta une charte non-confessionnelle.

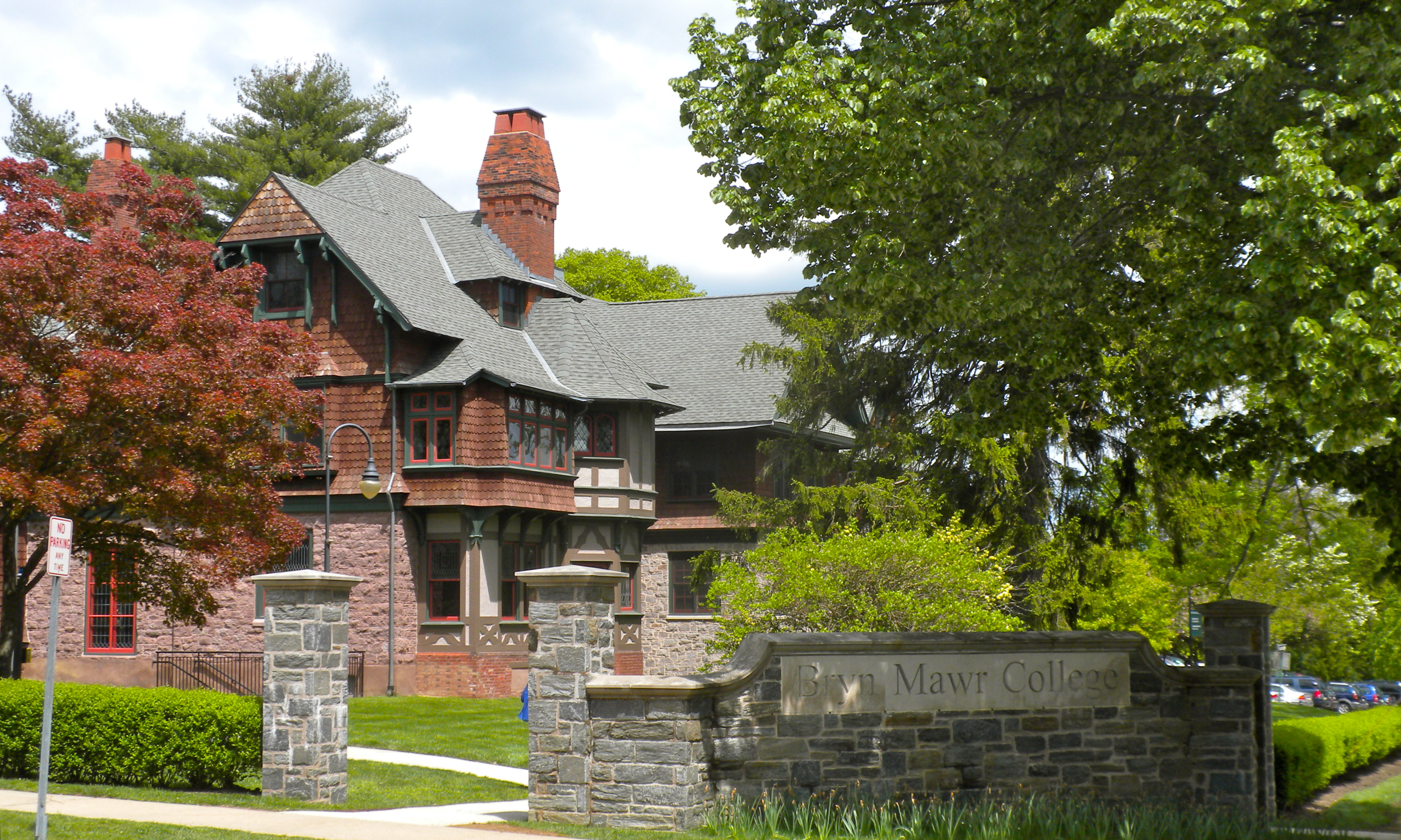
Le Collège Bryn Mawr.

## Population
En 2000, la ville comptait 4 382 habitants contre 3 779 lors du recensement de 2010.

## Personnalités liées à la localité
- Frank Griswold (1937-2023), évêque anglican américain.
- James Hadley Billington (né en 1929) est bibliothécaire de la Bibliothèque du Congrès des États-Unis depuis 1987.
- Derek Curtis Bok (né en 1930), avocat, enseignant et ancien président de l'université Harvard.
- Katharine Hepburn (1907-2003), actrice, diplômée de Bryn Mawr College.
- Jayne Mansfield (1933-1967), actrice, née à Bryn Mawr.
- Jacqueline Mars, 58e fortune mondiale et 19e fortune des États-Unis, en 2007, selon Forbes, diplômée de Bryn Mawr College.
- Emmy Noether (1882-1935), mathématicienne allemande.
- Kathryn Hess (1967-), mathématicienne, y est née.
- Stephen Cavanna Headley (né en 1943 à Bryn Mawr). Anthropologue, écrivain et prêtre Orthodoxe.